# Bisbat de Münster
El Bisbat de Münster fou inicialment una diòcesi catòlica fundada sota els carolingis, i després també un principat eclesiàstic del Sacre Imperi Romanogermànic, situat a la part del nord de l'actual Rin del Nord-Westfàlia i a l'oest de Baixa Saxònia. Des del segle xvi fins al segle xviii el bisbe posseïa al mateix temps un o més principats eclesiàstics veïns: Colònia, Paderborn, Osnabrück, Hildesheim, i Lieja.
Feien frontera amb Münster els Països baixos a l'oest; el ducat de Clèveris, el Recklinghausen, i el Comtat de la Mark al sud; el bisbat de Paderborn i el bisbat d'Osnabrück a l'est; i al nord feia frontera amb Frísia Oriental i Oldenburg; des de 1692 tenia al nord-est l'Electorat de Hannover.

## Territori
La diòcesi està situada a centre-sud d'Alemanya, i està constituïda per dues entitats territorials geogràficament separades, una al Rin del Nord-Westfàlia i l'altra a la Baixa Saxònia, amb territori corresponent a l'antic estat d'Oldenburg.
La seu episcopal es troba a la ciutat de Münster, on es troba la catedral de Sant Pau. A més, a la diòcesi hi ha quatre basíliques menors més: el santuari de Santa Ida a Herzfeld, la basílica de Nostra Senyora dels Set Dolors a Cloppenburg, la basílica de Santa Maria de la Consolació a Kevelaer i la basílica de Sant Víctor a Xanten.
El territori s'estén sobre 15.268 km²,i està dividit en 304 parròquies, agrupades en 1 vicariat urbà (Münster), set vicariats rurals (Warendorf, Borken, Steinfurt, Coesfeld, Recklinghausen, Clèveris i Wesel) i per l'oficialat d'Oldenburg (OffizialatsbezirkOldenburg).

## Història

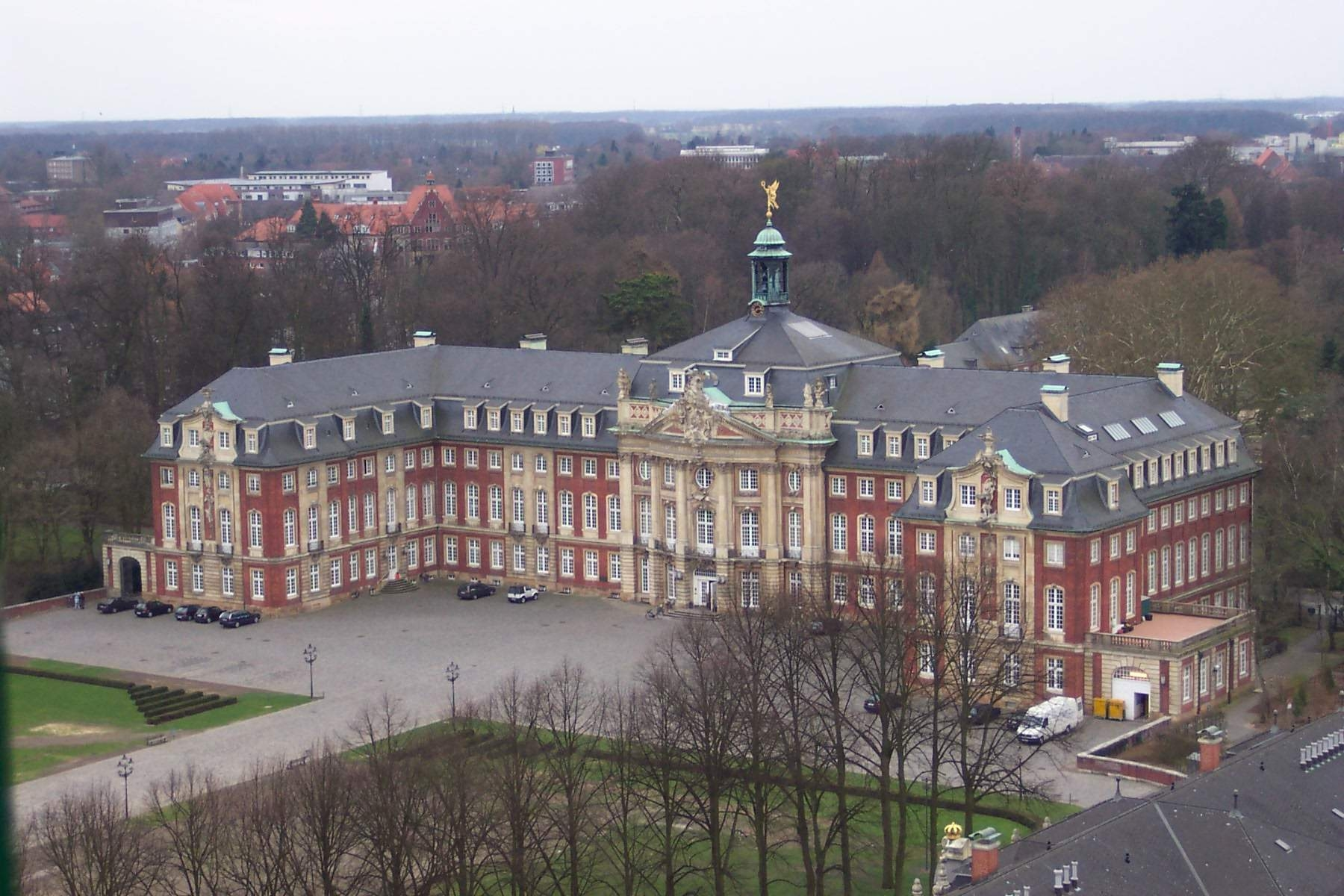
El Palau dels prínceps-bisbes a Münster

La Diòcesi de Münster fou fundada per Carlemany cap al final de la Guerra Saxona aproximadament el 795, com un sufragani de Colònia.
El primer bisbe fou Ludger, que, des de l'any 787, havia estat un zelós missioner a cinc districtes frisons. El territori de la diòcesi de Münster edtava limitat a l'oest, sud, i nord-oest per les diòcesis de Colònia i Utrecht, a l'est i nord-est per Osnabrück. La diòcesi també incloïa districtes remots del seu territori, com els cinc districtes de Frísia Oriental al baix Ems (Hugmerki, Hunusgau, Fivelgau, Federitgau, i Emsgau).
El bisbe va exercir una virtual sobirania sobre els territoris de la diòcesi però els diversos senyors territorials també van adquirir drets que es va consolidar el segle xi. Des de principis del segle xi els bisbes pertanyien tots a famílies nobles, generalment a aquelles que tenien terres a la regió; massa sovint la diòcesi s'administrava més per al benefici de la família del bisbe que de l'Església. Els bisbes estaven, en conseqüència, sovint implicats en les baralles de la noblesa; es negligien afers eclesiàstics i la prosperitat dels habitants del bisbat se'n ressentia. El segle xii va estar marcat per un creixement considerable del poder secular dels bisbes. El bisbe Lluís I de Tecklenburg (1169-73), restaurava per a la seu la jurisdicció temporal sobre les seves terres prèviament exercida pels comtes de Tecklenburg. Hermann II, com els seus predecessors immediats, Frederic II d'Are (1152–68), i Lluís I, fou partidari de Frederic I Barba-roja. Amb l'enderrocament d'Enric el Lleó, duc de Saxònia, l'últim obstacle a la sobirania completa dels bisbes va quedar eliminat, i Hermann apareix com un gran feudatari de l'imperi. Durant l'episcopat del seu segon successor, Dietrich III d'Isenberg-Altena (1218-26), la posició del bisbe com a príncep de l'imperi s'admetia formalment el 1220 per part d'Otó IV del Sacre Imperi Romanogermànic. Hermann II fou l'últim bisbe directament nomenat per l'emperador. Les dissensions sorgiren sobre l'elecció del seu successor, Otó I d'Oldenburg (1204-18), i l'emperador Otó IV va decretar que en endavant el Capítol de la catedral en solitari hauria d'elegir el bisbe; la seu de Colònia va retenir el dret de confirmació, i l'emperador el d'investidura. L'autoritat temporal del bisbe es limitava en matèries importants, i especialment en els impostos el consentiment de cossos representatius dels seus subjectes era necessari. Entre aquests cossos representatius el Capítol de la catedral sembla dels primers a l'inici del segle xiii; més tard, la noblesa inferior, i, finalment, la ciutat de Münster. En el curs de temps el Capítol de la catedral estenia els seus drets per acords fets amb bisbes abans de l'elecció.
Gran part del territori sobre el qual el bisbe finalment va exercir els drets de sobirans eren al nord del riu Lippe, estenent-se fins a l'Ems superior i el Bosc de Teutoburg. L'accessió de territori més important es va produir el 1252, sota el bisbe Otó II de Lippe (1247-59), quan la seu va comprar el comtat de Ravensberg o de Vechta (Emsland/Vechta) i el districte de Meppen seguint el 1269 el comtat d'Horstmar. En aquests anys la ciutat de Münster lluitava per esdevenir independent del bisbe, sense aconseguir l'èxit complet, malgrat la seva aliança amb el Capítol de la catedral.
El 1316 cinc parròquies de la zona de Groninga van passar sota la protecció del Bisbe. Aquests dominis es van consolidar per diverses compres o atorgaments de drets entre 1310 i 1369. El 1400 en una guerra contra el comtat de Tecklenburg es va adquirir el territori entre el comtat de Vechta i el districte de Meppen amb Cloppenburg i Friesoythe (Oyte); també es va adquirir Bevergern i per hipoteca el comtat d'Ahaus i el castell de Stromberg amb la seva jurisdicció; i el 1429 Wildeshausen per cessió en feu del Bisbat de Bremen. Aquesta última incorporació feia el territori del nord, que estava separat de la part del sud de la diòcesi conegut com a "Diòcesi Inferior", un cos compacte.
Les condicions internes del bisbat eren al seu pitjor moment durant el que es coneix com el Conflicte de la Diòcesi de Münster (1450-57). La conducta arbitrària del bisbe Enric II de Moers (1424-50) havia provocat una sensació molt amarga a la ciutat. Després de la seva mort la majoria del Capítol de la catedral elegia a Walram de Moers, germà d'Enric i també arquebisbe de Colònia, mentre que la ciutat i una minoria del capítol demanaven l'elecció d'Eric d'Hoya, germà del compte Joan d'Hoya. Encara que l'elecció de Walram fou confirmada pel papa, es va iniciar la guerra per a la possessió de la seu, i Walram fou incapaç de guanyar possessió de la ciutat de Münster. El 1457, després de la seva mort, es va fer un acord pel qual Eric d'Hoya rebia una pensió vitalícia, i els privilegis de la ciutat foren confirmats, mentre que els dos partits reconeixien el nou bisbe designat pel papa, Joan II del Palatinat-Simmern (1457-66).
Sota l'indolent i minuciosament mundà Frederic III de Wied (1522-32), germà de l'arquebisbe de Colònia, Hermann de Wied, el luteranisme es va estendre ràpidament després de 1524, especialment a la ciutat. Poca oposició a la reforma fou presentada pel següent bisbe, Franz Von Waldeck (1532-53), que des del primer moment va planejar contribuir a la Reforma a les seves tres diòcesis de Münster, Minden, i Osnabrück, per formar amb les tres un principat secular per a si mateix. Però es va veure obligat, per defensar la seva autoritat amenaçada, a procedir contra els anabaptistes a la ciutat de Münster, tot i que va fer ben poc per a la restauració de la fe catòlica, i per fi va ingressar a la Lliga de Smalkalda. William de Ketteler (1553-57) fou més protestant que catòlic: encara que es considerava com un administrador de l'Església Vella o Catòlica Romana, i feia el jurament Tridentí, es negava a complir les demandes de Roma, i va renunciar el 1557.
El bisbe Joan Guillem de Clèveris (1574-85), va heretar el ducat de Clèveris el 1575, i es va casar, deixant l'administració de la diòcesi. Una llarga batalla diplomàtica per decidir el seu successor va sorgir entre els poders catòlic i protestant, durant els quals la diòcesi fou administrada per Clèveris. El manteniment de catolicisme a la diòcesi fou assegurat per la victòria d'Ernest de Baviera (1585-1612), que era també Bisbe de Freising, Hildesheim, bisbe de Lieja, i Arquebisbe de Colònia. Zelosament emprenia la contrareforma, convidant els jesuites a ajudar-lo, i animant a fundar monestirs a les ordres velles, encara que no va aconseguir reparar totes les pèrdues. La part occidental del districte de Frísia sota la jurisdicció eclesiàstica de Münster fou transferida el 1569, als bisbats novament fundats de Groningen i Deventer, i amb ells va caure sota el protestantisme. De la mateixa manera les possessions dels comptes de Bentheim-Steinfurt i algunes altres ciutats enfortides van quedar fora de la jurisdicció eclesiàstica del bisbe.
El feu de Wildeshausen va romandre part integral de la diòcesi de Münster fins a la reforma, quan va reduir una mica la seva mida però encara en va seguir conservant una gran part.
Christoph Bernhard de Galen (1650-78) fou igualment eficient com a bisbe que com governant secular; va forçar a la ciutat refractària de Münster, després d'un llarg setge, a admetre els seus drets sobirans, va tenir èxit en alliberar el seu territori de tropes estrangeres, i va guanyar algunes parts de l'Arxidiòcesi de Bremen i de la Diòcesi de Verden en una guerra amb Suècia, va restaurar la disciplina de l'església, i va establir un sistema escolar per al seu territori. Atacava la república Holandesa tant durant la Tercera Guerra Anglo-Holandesa (1672-1674) com en la Guerra Francoholandesa (1672-1678). La cessió de Wildeshausen fou confirmada després per l'estat successor de l'arquebisbat de Bremen, el ducat de Bremen-Verden, sota control de Suècia, al Tractat de Nimega de 19 de març de 1679; el Príncep-Bisbe Ferran II de Fürstenberg va pagar a Suècia 100.000 rixdòllars a canvi de la confirmació del feu que el principat-bisbat va posseir fins a la secularització.
El bisbe Climent August de Baviera (1719-61) era frívol, vanitós i amic de la pompa. Era també Elector de Colònia, i bisbe de Paderborn, bisbe d'Hildesheim, i bisbat d'Osnabrück1Osnabrück. Durant el seu episcopat la diòcesi va patir terriblement el 1734-35 i durant la Guerra dels Set Anys, quedant gairebé arruïnada financerament. El bisbe successor Maximilià Frederic de Königsegg-Rothenfels (1761-84), que era també Elector de Colònia, era un personatge dèbil, encara que home de bon enteniment. Afortunadament va deixar l'administració de la Diòcesi de Münster a un jove canonge de la catedral, Franz Friedrich Wilhelm Von Fürstenberg, durant l'administració del qual la diòcesi va assolir una prosperitat sense precedents i sense imitadors. A l'elecció d'un bisbe auxiliar, von Fürstenberg fou derrotat per Maximilià Francesc d'Àustria, que també es convertia en Elector de Colònia (1784-1801). Maximilià Francesc fou forçat a abandonar Bonn per l'arribada de tropes franceses el 1794, que van ocupar les seves terres a l'esquerra del Rin, i va pàssar la resta de la seva vida a Viena, encara que se'l reconeixia com governant de Münster. A la mort de Maximilià Francesc, el seu nebot, l'arxiduc Anton Víctor d'Àustria fou elegit i es va convertir en el darrer elector de Colòni i príncep-bisbe de Münster, però els seus territoris restants quedaven ocupats el 1802 per Prussia, que havia cobejat molt de temps els dominis de l'Església a Alemanya del Nord.
En 1803 el bisbat, amb uns 310.000 habitants, fou secularitzat per l'anomenat Reichsdeputationshauptschluss i dividit en diverses parts. La porció oriental més gran s'assignava a Prússia, que en prenia possessió el març de 1803. Oldenburg guanyava la part del nord (Vechta i Cloppenburg). Les altres parts es donaven com compensació als anteriors governants de territoris a l'oest del Rin: Arenberg, Looz-Corswarem, Salm i Croÿ. En els següents anys totes les parts esdevingueren franceses.
El 1815 el congrés de Viena va atorgar a Prússia la part del sud (Oberstift) de l'antic bisbat i al Regne de Hannover la majoria de la part nord (Niederstift); Oldenburg conservava les seves adquisicions.

## Llista de Bisbes

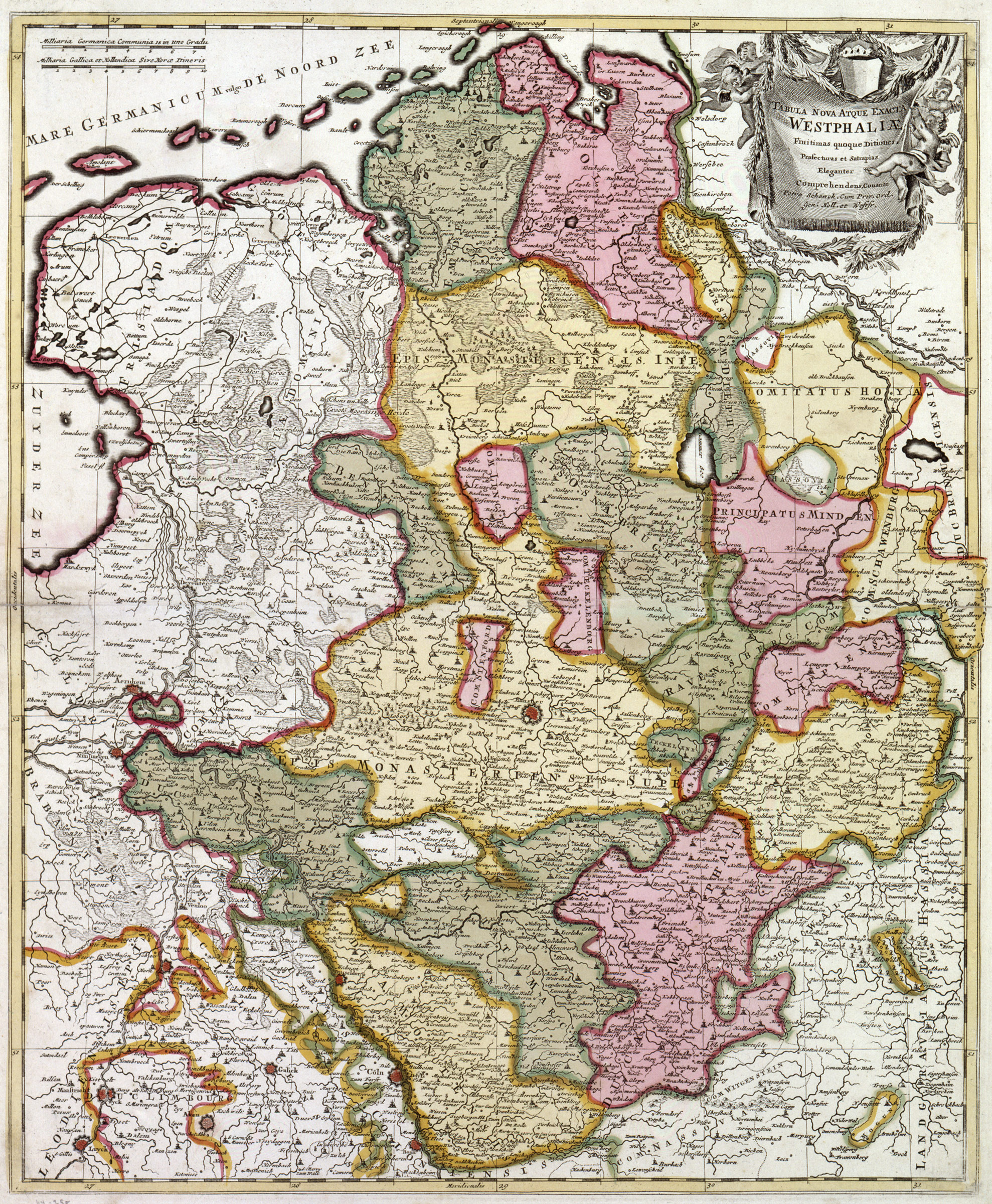
1710 mapa del Cercle de Baixa Renània-Westfàlia del cartògraf alemany Peter Schenk el Vell (1660-1719). El principat-bisbat de Münster apareix en groc.

| Nom                                            | Des de | Fins a |
| ---------------------------------------------- | ------ | ------ |
| Ludger                                         | 805    | 809    |
| Gerfried                                       | 809    | 839    |
| Altfried                                       | 839    | 849    |
| Liutbert                                       | 849    | 871    |
| Berthold                                       | 872    | 875    |
| Wolfhelm                                       | 875    | 900    |
| Nidhard                                        | 900    | 922    |
| Rumhold                                        | 922    | 941    |
| Hildbold                                       | 942    | 967    |
| Dodo de Münster                                | 967    | 993    |
| Swidger                                        | 993    | 1011   |
| Dietrich I                                     | 1011   | 1022   |
| Sigfrid de Walbeck                             | 1022   | 1032   |
| Hermann I                                      | 1032   | 1042   |
| Rudbert                                        | 1042   | 1063   |
| Frederic I                                     | 1064   | 1084   |
| Erpho                                          | 1084   | 1097   |
| Burcard d'Holte                                | 1098   | 1118   |
| Dietrich II de Winzenburg                      | 1118   | 1127   |
| Egbert                                         | 1127   | 1132   |
| Werner de Steußlingen                          | 1132   | 1151   |
| Frederic II d'Are                              | 1152   | 1168   |
| Lluís I de Wippra                              | 1169   | 1173   |
| Hermann II de Katzenelnbogen                   | 1173   | 1202   |
| Otó I d'Oldenburg                              | 1203   | 1218   |
| Dietrich d'Isenberg                            | 1219   | 1226   |
| Ludolf d'Holte                                 | 1226   | 1247   |
| Otó II de Lippe                                | 1247   | 1259   |
| Guillem I d'Holte                              | 1259   | 1260   |
| Gerhard de la Marck                            | 1261   | 1272   |
| Everhard de Diest                              | 1275   | 1301   |
| Otó III de Rietberg                            | 1301   | 1306   |
| Conrad I de Berg                               | 1306   | 1310   |
| Lluís II de Münster                            | 1310   | 1357   |
| Adolf III de la Marck                          | 1357   | 1363   |
| John I de Virneburg                            | 1363   | 1364   |
| Florenci de Wevelinghoven                      | 1364   | 1378   |
| Potho de Pothenstein                           | 1379   | 1381   |
| Heidenreich Wolf de Lüdinghausen               | 1381   | 1392   |
| Otó IV de Münster                              | 1392   | 1424   |
| Enric II de Moers                              | 1424   | 1450   |
| Walram de Moers                                | 1450   | 1456   |
| Eric I d'Hoya                                  | 1450   | 1457   |
| Joan del Palatinat-Simmern                     | 1457   | 1466   |
| Enric III de Schwarzburg                       | 1466   | 1496   |
| Conrad II de Rietberg                          | 1497   | 1508   |
| Eric II de Saxònia-Lauenburg                   | 1508   | 1522   |
| Frederic III de Wied                           | 1522   | 1532   |
| Eric de Brunswick-Grubenhagen                  | 1532   | 1532   |
| Francis von Waldeck                            | 1532   | 1553   |
| Guillem de Ketteler                            | 1553   | 1557   |
| Bernhard de Raesfeld                           | 1557   | 1566   |
| Joan II d'Hoya                                 | 1566   | 1574   |
| Joan Guillem de Jülich-Clèveris-Berg           | 1574   | 1585   |
| Ernest de Baviera                              | 1585   | 1612   |
| Ferran de Baviera                              | 1612   | 1650   |
| Bernhard von Galen                             | 1650   | 1678   |
| Ferran II de Fürstenberg                       | 1678   | 1683   |
| Maximilià Enric de Baviera                     | 1683   | 1688   |
| Frederic Cristià de Plettenberg                | 1688   | 1706   |
| Francis Arnold von Wolff-Metternich zur Gracht | 1706   | 1718   |
| Climent August de Baviera                      | 1719   | 1761   |
| Maximilià Frederic de Königsegg-Rothenfels     | 1761   | 1784   |
| Maximilià Francesc d'Àustria                   | 1784   | 1801   |
| Anton Víctor d'Àustria                         | 1801   | 1803   |

## Estadístiques
A finals del 2013, la diòcesi tenia 1.953.081 batejats sobre una població de 4.333.919 persones, equivalent al 45,1% del total.
| any  | població  | població  | població | sacerdots | sacerdots       | sacerdots       | sacerdots             | diaques | religiosos | religiosos | parròquies |
| ---- | --------- | --------- | -------- | --------- | --------------- | --------------- | --------------------- | ------- | ---------- | ---------- | ---------- |
| any  | batejats  | total     | %        | total     | clergat secular | clergat regular | batejats por sacerdot | diaques | homes      | dones      |            |
| 1950 | 2.057.795 | 3.606.669 | 57,1     | 1.550     | 1.466           | 84              | 1.327                 |         | 680        | 8.465      | 622        |
| 1970 | 2.158.802 | 3.731.680 | 57,9     | 1.842     | 1.297           | 545             | 1.171                 |         | 825        | 7.223      | 586        |
| 1980 | 2.118.176 | 3.667.610 | 57,8     | 1.626     | 1.197           | 429             | 1.302                 | 64      | 690        | 5.850      | 686        |
| 1990 | 2.086.279 | 3.811.147 | 54,7     | 1.498     | 1.151           | 347             | 1.392                 | 142     | 646        | 4.701      | 689        |
| 1999 | 2.090.271 | 4.167.193 | 50,2     | 1.377     | 1.092           | 285             | 1.517                 | 201     | 452        | 3.674      | 689        |
| 2000 | 2.085.526 | 4.212.631 | 49,5     | 1.251     | 984             | 267             | 1.667                 | 209     | 418        | 3.390      | 689        |
| 2001 | 2.073.964 | 4.221.393 | 49,1     | 1.208     | 942             | 266             | 1.716                 | 190     | 408        | 3.279      | 688        |
| 2002 | 2.072.037 | 4.243.619 | 48,8     | 1.319     | 1.072           | 247             | 1.570                 | 196     | 395        | 3.060      | 682        |
| 2003 | 2.065.103 | 4.256.719 | 48,5     | 1.311     | 1.068           | 243             | 1.575                 | 226     | 385        | 3.066      | 681        |
| 2004 | 2.056.427 | 4.317.937 | 47,6     | 1.303     | 1.069           | 234             | 1.578                 | 236     | 364        | 2.957      | 675        |
| 2013 | 1.953.081 | 4.333.919 | 45,1     | 1.129     | 931             | 198             | 1.729                 | 296     | 347        | 2.193      | 304        |